# Krat Rocks
Die Krat Rocks sind ein rund 5 km2 großes Gebiet submerser Rifffelsen vor der Ingrid-Christensen-Küste des ostantarktischen Prinzessin-Elisabeth-Lands. Sie liegen in mindestens 1 Meter Tiefe auf der Westseite des Davis Anchorage und 1,3 km südlich von Bluff Island vor den Vestfoldbergen.
Entdeckt wurden sie vom australischen Geodäten Thomas Gale (* 1911) im Zuge einer der Australian National Antarctic Research Expeditions. Das Antarctic Names Committee of Australia (ANCA) benannte sie am 4. Juli 1961 nach I. Krat, Chefingenieur auf dem Schiff Thala Dan bei dieser Forschungsreise.